# Rychlobruslení na Zimních olympijských hrách 2010
Závody v rychlobruslení se na Zimních olympijských hrách 2010 ve Vancouveru uskutečnily ve dnech 13.–27. února 2010 v hale Richmond Olympic Oval v Richmondu.

## Přehled

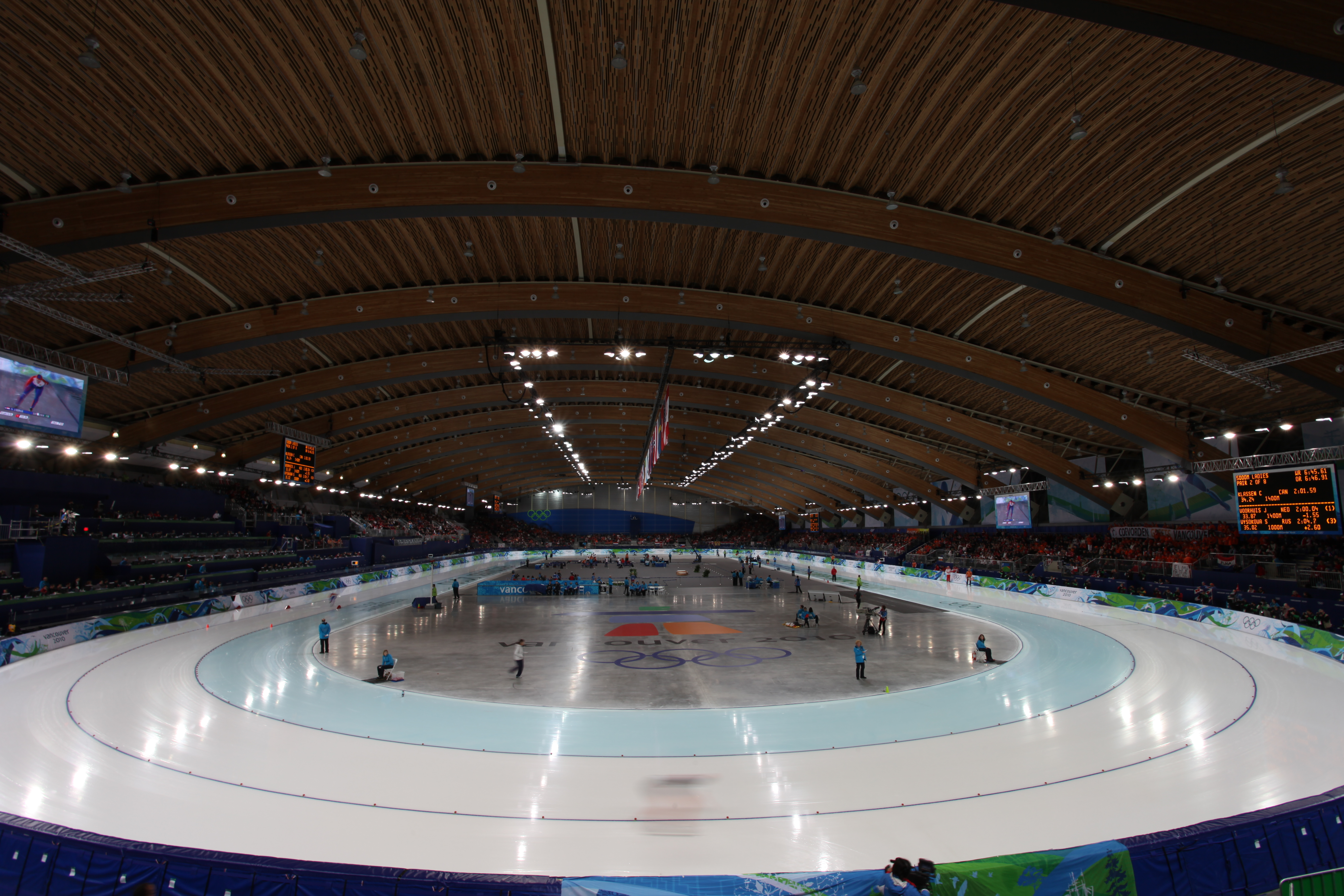
Richmond Olympic Oval

V Richmondu bylo na programu celkem 12 závodů, šest pro muže a šest pro ženy. Muži startovali na tratích 500 m, 1000 m, 1500 m, 5000 m a 10 000 m a ve stíhacím závodě družstev, ženy na tratích 500 m, 1000 m, 1500 m, 3000 m a 5000 m a ve stíhacím závodě družstev.
Lotyšský bruslař Haralds Silovs se stal prvním závodníkem v olympijské historii, který startoval jak v short tracku (1500 m), tak v klasickém rychlobruslení (5000 m), navíc v tentýž den.

## Medailové pořadí zemí
| Pořadí  | Země                         | Zlato | Stříbro | Bronz | Celkově |
| ------- | ---------------------------- | ----- | ------- | ----- | ------- |
| 1.      | Jižní Korea (KOR)            | 3     | 2       | 0     | 5       |
| 2.      | Nizozemsko (NED)             | 3     | 1       | 3     | 7       |
| 3.      | Kanada (CAN)                 | 2     | 1       | 2     | 5       |
| 4.      | Česko (CZE)                  | 2     | 0       | 1     | 3       |
| 5.      | Německo (GER)                | 1     | 3       | 0     | 4       |
| 6.      | Spojené státy americké (USA) | 1     | 2       | 1     | 4       |
| 7.      | Japonsko (JPN)               | 0     | 2       | 1     | 3       |
| 8.      | Rusko (RUS)                  | 0     | 1       | 1     | 2       |
| 9.      | Čína (CHN)                   | 0     | 0       | 1     | 1       |
| 9.      | Norsko (NOR)                 | 0     | 0       | 1     | 1       |
| 9.      | Polsko (POL)                 | 0     | 0       | 1     | 1       |
| Celkově | Celkově                      | 12    | 12      | 12    | 36      |

## Medailisté

### Muži

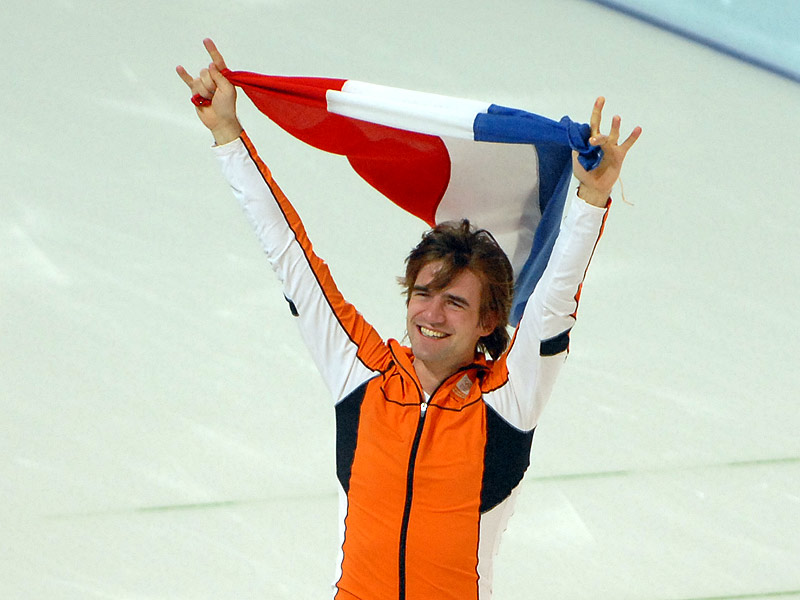
Mark Tuitert slaví vítězství na trati 1500 m

| Závod                  | Zlato                                                           | Zlato         | Stříbro                                                                                        | Stříbro  | Bronz                                                                            | Bronz        |
| ---------------------- | --------------------------------------------------------------- | ------------- | ---------------------------------------------------------------------------------------------- | -------- | -------------------------------------------------------------------------------- | ------------ |
| 500 metrů              | Mo Tche-pom · Jižní Korea (KOR)                                 | 69,82         | Keiičiró Nagašima · Japonsko (JPN)                                                             | 69,98    | Džódži Kató · Japonsko (JPN)                                                     | 70,01        |
| 1000 metrů             | Shani Davis · Spojené státy americké (USA)                      | 1:08,94       | Mo Tche-pom · Jižní Korea (KOR)                                                                | 1:09,12  | Chad Hedrick · Spojené státy americké (USA)                                      | 1:09,32      |
| 1500 metrů             | Mark Tuitert · Nizozemsko (NED)                                 | 1:45,57       | Shani Davis · Spojené státy americké (USA)                                                     | 1:46,10  | Håvard Bøkko · Norsko (NOR)                                                      | 1:46,13      |
| 5000 metrů             | Sven Kramer · Nizozemsko (NED)                                  | 6:14,60 (OR)  | I Sung-hun · Jižní Korea (KOR)                                                                 | 6:16,95  | Ivan Skobrev · Rusko (RUS)                                                       | 6:18,05      |
| 10 000 metrů           | I Sung-hun · Jižní Korea (KOR)                                  | 12:58,55 (OR) | Ivan Skobrev · Rusko (RUS)                                                                     | 13:02,07 | Bob de Jong · Nizozemsko (NED)                                                   | 13:06,73     |
| stíhací závod družstev | Kanada (CAN) · Mathieu Giroux · Lucas Makowsky · Denny Morrison | 3:41,37       | Spojené státy americké (USA) · Brian Hansen · Chad Hedrick · Jonathan Kuck · Trevor Marsicano* | 3:41,58  | Nizozemsko (NED) · Jan Blokhuijsen · Sven Kramer · Simon Kuipers · Mark Tuitert* | 3:39,95 (OR) |

* Závodníci, kteří se nezúčastnili finálových jízd.

### Ženy

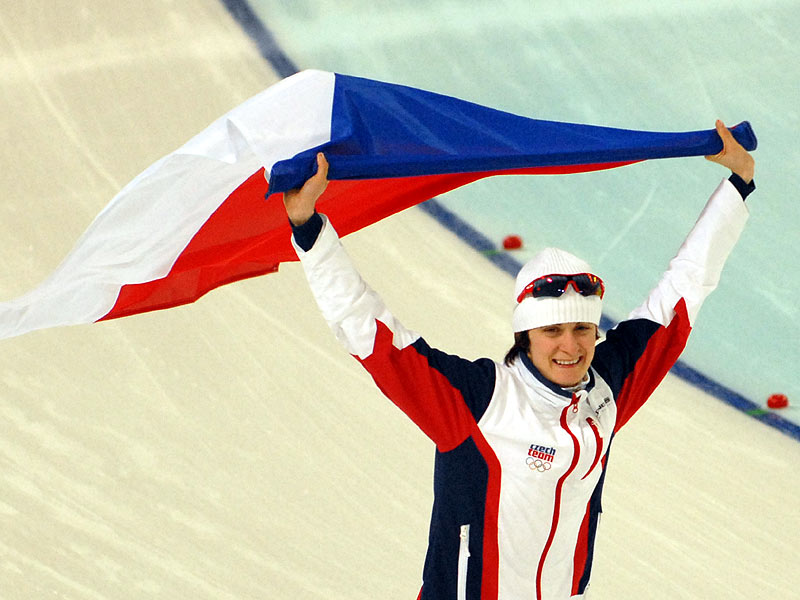
Martina Sáblíková po vítězném závodě na 3000 m

| Závod                  | Zlato | Zlato   | Stříbro                                                             | Stříbro | Bronz                                                                                  | Bronz   |
| ---------------------- | --- | ------- | ------------------------------------------------------------------- | ------- | -------------------------------------------------------------------------------------- | ------- |
| 500 metrů              | I Sang-hwa · Jižní Korea (KOR)                                                                                               | 76,09   | Jenny Wolfová · Německo (GER)                                       | 76,14   | Wang Pej-sing · Čína (CHN)                                                             | 76,63   |
| 1000 metrů             | Christine Nesbittová · Kanada (CAN)                                                                                          | 1:16,56 | Annette Gerritsenová · Nizozemsko (NED)                             | 1:16,58 | Laurine van Riessenová · Nizozemsko (NED)                                              | 1:16,72 |
| 1500 metrů             | Ireen Wüstová · Nizozemsko (NED)                                                                                             | 1:56,89 | Kristina Grovesová · Kanada (CAN)                                   | 1:57,14 | Martina Sáblíková · Česko (CZE)                                                        | 1:57,96 |
| 3000 metrů             | Martina Sáblíková · Česko (CZE)                                                                                              | 4:02,53 | Stephanie Beckertová · Německo (GER)                                | 4:04,62 | Kristina Grovesová · Kanada (CAN)                                                      | 4:04,84 |
| 5000 metrů             | Martina Sáblíková · Česko (CZE)                                                                                              | 6:50,92 | Stephanie Beckertová · Německo (GER)                                | 6:51,39 | Clara Hughesová · Kanada (CAN)                                                         | 6:55,73 |
| stíhací závod družstev | Německo (GER) · Daniela Anschützová-Thomsová · Stephanie Beckertová · Anni Friesingerová-Postmaová* · Katrin Mattscherodtová | 3:02,82 | Japonsko (JPN) · Masako Hozumiová · Nao Kodairaová · Maki Tabataová | 3:02,84 | Polsko (POL) · Katarzyna Bachledová-Curuśová · Katarzyna Woźniaková · Luiza Złotkowská | 3:03,73 |

* Závodnice, které se nezúčastnily finálových jízd.

## Program
| Den    | Datum          | Zahájení (UTC-8) | Zahájení (SEČ) | Závod                       | Fáze                     |
| ------ | -------------- | ---------------- | -------------- | --------------------------- | ------------------------ |
| den 2  | 13. února 2010 | 12:00            | 21:00          | 5000 m muži                 | 5000 m muži              |
| den 3  | 14. února 2010 | 13:00            | 22:00          | 3000 m ženy                 | 3000 m ženy              |
| den 4  | 15. února 2010 | 15:30            | 00:30          | 500 m muži                  | 500 m muži               |
| den 5  | 16. února 2010 | 13:00            | 22:00          | 500 m ženy                  | 500 m ženy               |
| den 6  | 17. února 2010 | 16:00            | 01:00          | 1000 m muži                 | 1000 m muži              |
| den 7  | 18. února 2010 | 13:00            | 22:00          | 1000 m ženy                 | 1000 m ženy              |
| den 9  | 20. února 2010 | 16:15            | 01:15          | 1500 m muži                 | 1500 m muži              |
| den 10 | 21. února 2010 | 15:00            | 00:00          | 1500 m ženy                 | 1500 m ženy              |
| den 12 | 23. února 2010 | 11:00            | 20:00          | 10 000 m muži               | 10 000 m muži            |
| den 13 | 24. února 2010 | 13:00            | 22:00          | 5000 m ženy                 | 5000 m ženy              |
| den 15 | 26. února 2010 | 12:30            | 21:30          | stíhací závod družstev muži | čtvrtfinále a semifinále |
| den 15 | 26. února 2010 | 12:30            | 21:30          | stíhací závod družstev ženy | čtvrtfinále              |
| den 16 | 27. února 2010 | 12:30            | 21:30          | stíhací závod družstev muži | finále                   |
| den 16 | 27. února 2010 | 12:30            | 21:30          | stíhací závod družstev ženy | semifinále a finále      |

Kurzívou jsou označeny časy v SEČ následujícího dne.

## Kvalifikační časy
Kvalifikační časy na závody ZOH 2010 podle Mezinárodní bruslařské unie:
| Závod    | Muži                           | Ženy                          |
| -------- | ------------------------------ | ----------------------------- |
| 500 m    | 36,00                          | 39,50                         |
| 1000 m   | 1:11,00                        | 1:18,50                       |
| 1500 m   | 1:49,00                        | 2:00,00                       |
| 3000 m   | —                              | 4:15,50                       |
| 5000 m   | 6:35,00                        | 7:20,00 nebo 4:10,00 (3000 m) |
| 10 000 m | 13:30,00 nebo 6:30,00 (5000 m) | —                             |

## Zúčastněné země
V rychlobruslařských soutěžích startovalo 177 závodníků z 24 zemí:
- Austrálie (1)
- Bělorusko (1)
- Česko (2)
- Čína (14)
- Dánsko (1)
- Finsko (4)
- Francie (2)
- Itálie (5)
- Japonsko (19)
- Jižní Korea (16)
- Kanada (15)
- Kazachstán (4)
- Lotyšsko (1)
- Německo (13)
- Nizozemsko (19)
- Nový Zéland (1)
- Norsko (8)
- Polsko (10)
- Rakousko (1)
- Rusko (17)
- Severní Korea (1)
- Spojené státy americké (18)
- Švédsko (3)
- Švýcarsko (1)

### Česká výprava
Českou výpravu vedl trenér Petr Novák a tvořily ji dvě ženy:
- Karolína Erbanová – 500 m (23. místo), 1000 m (12. místo), 1500 m (25. místo)
- Martina Sáblíková – 1500 m (bronz), 3000 m (zlato), 5000 m (zlato)